# 통유전체학
통유전체학(biogenomics)은 특정환경내의 모든 생명체의 DNA를 동정하고, 분류, 양의 측정을 통해, 모든 생물종의 다양성과, 그 기능들을 연구하는 매우 넓은 범위의 체학(오믹스, omics) 분야이다. 특히, 미생물의 통유전체학을 미생물군체학(microbiomics)라고 한다. 군유전체학 (metagenomics)과 비슷하나, 군유전체학은 생명 왕국(kingdom) 전체를 하지 않고, 그 경계가 작은 경우를 말한다.

## 같이 보기
- 유전체학
- 단백체학
- 통유전체
- 군유전체학
- 체학
- 노화체학
- 범유전체